# Tryson Duburiya
Tryson Duburiya (ur. 13 stycznia 1976) – nauruański lekkoatleta (sprinter), uczestnik Mistrzostw Świata 1991, dwukrotny brązowy medalista Micronesian Games. Brat bliźniak Trudy Duburiyi, także lekkoatletki.

## Osiągnięcia
W 1991 roku wziął udział w mistrzostwach świata rozgrywanych w Tokio, na których startował w eliminacjach biegu na 100 metrów. Eliminacje odbyły się 24 sierpnia w godzinach porannych. Duburiya wystąpił w siódmym biegu eliminacyjnym, a startował z szóstego toru. Z wynikiem 12,04 s zajął ostatnie (siódme) miejsce w swoim biegu eliminacyjnym. W zestawieniu wszystkich wyników eliminacji Duburiya uplasował się na 70. miejscu w stawce 76 zawodników; nie wystarczyło to do awansu do kolejnej fazy eliminacji.
W 1991 roku wystartował w Igrzyskach Południowego Pacyfiku na dystansach 100 i 200 metrów, jednak nie zdobył medali. Zgłoszony był także do eliminacji w biegu na 400 metrów, ale ostatecznie nie pojawił się na starcie.
W 1993 roku startował w Miniigrzyskach Południowego Pacyfiku na dystansach 100 i 200 metrów, jednak bez sukcesów. W tym samym roku startował na Mistrzostwach Oceanii Kadetów; startował w biegach na 100, 200 i 400 metrów; nie zdobył żadnego medalu, lecz w stumetrówce i czterystumetrówce – doszedł do finału.
W 1994 roku startował w Mistrzostwach Oceanii Juniorów, w biegach na 100 metrów (odpadł w eliminacjach) i 400 metrów (7. miejsce). 
W tym samym roku zdobył dwa brązowe medale na Micronesian Games; przeszedł eliminacje biegu na 200 metrów, a w finale, uzyskał czas 24,1; dał mu on brązowy medal. W biegu 4 razy 100 metrów, drużyna nauruańska osiągnęła czas 44,84, który dał im brązowy medal (wyprzedzili ich reprezentanci Wysp Marshalla i Marianów Północnych). W sztafecie 4 razy 400 metrów Nauruańczycy uplasowali się na czwartym miejscu. Startował także w biegu na 400 metrów, jednak odpadł w eliminacjach.
W 1996 roku został dopuszczony do startu w Mistrzostwach Australii, gdzie ponownie nie odniósł sukcesów (eliminacje biegów na 100 i 200 m).
Duburiya jest rekordzistą kraju w biegach sztafetowych: 4 × 100 metrów (44,84; Port Vila, 16 grudnia 1993) i 4 × 400 metrów (3:43,7; Mangilao, 1 kwietnia 1994).
Juniorski rekordzista kraju w biegu na 400 m (51,8; Meneng, 19 marca 1994), były seniorski rekordzista Nauru na tym dystansie (51,3).

## Wyniki szczegółowe
| Zawodnik                                | Konkurencja        | Eliminacje | Eliminacje | Półfinał | Półfinał | Finał    | Finał   | Źródło |
| Zawodnik                                | Konkurencja        | Rezultat   | Miejsce    | Rezultat | Miejsce  | Rezultat | Miejsce | Źródło |
| --------------------------------------- | ------------------ | ---------- | ---------- | -------- | -------- | -------- | ------- | ------ |
| Mistrzostwa Świata w Lekkoatletyce 1991 | Bieg na 100 metrów | 12,04      | 70         | NQ       | NQ       | NQ       | NQ      | [ 3 ]  |
| Igrzyska Południowego Pacyfiku 1991     | Bieg na 100 metrów | 12,29      | 29         | NQ       | NQ       | NQ       | NQ      | [ 4 ]  |
| Igrzyska Południowego Pacyfiku 1991     | Bieg na 200 metrów | 24,73      | 23         | NQ       | NQ       | NQ       | NQ      | [ 4 ]  |
| Igrzyska Południowego Pacyfiku 1991     | Bieg na 400 metrów | DNS        | DNS        | DNS      | DNS      | DNS      | DNS     | [ 4 ]  |
| Miniigrzyska Południowego Pacyfiku 1993 | Bieg na 100 metrów | 12,09      | 28         | NQ       | NQ       | NQ       | NQ      | [ 5 ]  |
| Miniigrzyska Południowego Pacyfiku 1993 | Bieg na 200 metrów | 24,08      | 29         | NQ       | NQ       | NQ       | NQ      | [ 5 ]  |
| Mistrzostwa Oceanii Kadetów 1993        | Bieg na 100 metrów | 11,78 q    | 8          | —        | —        | 11,76    | 8       | [ 2 ]  |
| Mistrzostwa Oceanii Kadetów 1993        | Bieg na 200 metrów | 24,25      | 12         | NQ       | NQ       | NQ       | NQ      | [ 2 ]  |
| Mistrzostwa Oceanii Kadetów 1993        | Bieg na 400 metrów | 54,06 Q    | 6          | —        | —        | 56,49    | 6       | [ 2 ]  |
| Micronesian Games 1994                  | Bieg na 200 metrów | 23,4 Q     | 3          | —        | —        | 24,1     | 3       | [ 9 ]  |
| Micronesian Games 1994                  | Bieg na 400 metrów | 54,3       | 9          | —        | —        | NQ       | NQ      | [ 9 ]  |
| Mistrzostwa Oceanii Juniorów 1994       | Bieg na 100 metrów | 11,74      | 19         | NQ       | NQ       | NQ       | NQ      | [ 1 ]  |
| Mistrzostwa Oceanii Juniorów 1994       | Bieg na 400 metrów | 52,91 Q    | 6          | —        | —        | 52,92    | 7       | [ 6 ]  |
| Mistrzostwa Australii 1996              | Bieg na 100 metrów | 11,70      | 38         | NQ       | NQ       | NQ       | NQ      | [ 11 ] |
| Mistrzostwa Australii 1996              | Bieg na 200 metrów | 23,94      | 35         | NQ       | NQ       | NQ       | NQ      | [ 11 ] |